# Вилимовски, Джордан
Джордан Вилимовски (англ. Jordan Wilimovsky; род. 22 апреля 1994 года; Малибу, США) — американский пловец. Чемпион мира 2015.

## Карьера
В 2015 году завоевал золотую медаль на чемпионате мира по водным видам спорта в дисциплине 10 километров на открытой воде. В том же году был признан лучшим пловцом года в плавании на открытой воде по версии FINA.
Через два года на чемпионате мира Джордан не смог повторить успех прошло чемпионата мира, но американец оказался на пьедестале почёта: он занял второе место, уступив в упорной борьбе олимпийскому чемпиону голландцу Ферри Вертману одну десятую секунды. Затем американский пловец стал двукратным вице-чемпионом мира, заняв второе место в смешанной эстафете 4x1,25 км.

### Олимпийские игры 2016
В предварительном заплыве на 1500 метров вольным стилем приплыл первым, с результатом 14 минут 48,23 секунды. С третьим временем вышел в финал. В финале приплыл четвёртым, с результатом 14 минут 45,03 секунды. В заплыве на 10 километров в открытой воде приплыл пятым, с результатом 1 час 53 минуты 3,2 секунды.